# Caritas-Legende
Der Begriff der Caritas-Legende wurde von Horst Herrmann 1993 mit dem Buch Die Caritas-Legende. Wie die Kirchen die Nächstenliebe vermarkten geprägt. Er kritisiert einen „Etikettenschwindel“, da die Kirchen nur einen Bruchteil der Kirchensteuer im sozialen Bereich der beiden kirchlichen Wohlfahrtsverbände Deutscher Caritasverband und Diakonisches Werk verwenden würden. Der Begriff wird kontrovers diskutiert.

## Geschichte
Der Theologe und Soziologe Horst Herrmann prägte den Begriff der Caritas-Legende im Jahr 1993 mit seinem gleichnamigen Buch. Herrmann wandte sich an die Öffentlichkeit, weil diese „ganz bewußt im unklaren“ über eine „niedrige Kirchenquote“ bei karitativen Tätigkeiten gelassen werde.

## Inhalt
Herrmann beschreibt unter dem Begriff der Caritas-Legende, dass es sich bei der christlichen, tätigen Nächstenliebe (Caritas) der Kirchen in Deutschland nur um ein Etikett handele. Denn nur ein Bruchteil der Kirchensteuer werde im sozialen Bereich des Caritasverbandes und des Diakonischen Werkes verwendet und die Kosten an den Staat weitgehend externalisiert, jedoch werde von den Kirchen auf der Personalhoheit mit kirchlichem Arbeitsrecht und auf der weltanschaulichen Hoheit mit kirchlicher Außendarstellung bestanden. Die Kirchen ließen sich die Aktivitäten ihrer Wohlfahrtsverbände zum weitaus überwiegenden Teil vom Staat und damit von Millionen kirchenfreien Steuerzahlern bezahlen. Kirchliche Dienstleister erhalten demnach nur einen marginalen Teil ihrer Mittel aus der Kirchensteuer – so seien dies bei der Diakonie nur 3,8 Prozent der Gesamtfinanzierung gegenüber staatlichen Zuschüssen von 82 Prozent, weiteren 10,8 Prozent aus Spenden und Mitgliedsbeiträgen sowie anderen Eigenmitteln von 3,4 Prozent. Insgesamt würden die Kirchensteuereinnahmen bei der evangelischen Kirche lediglich zu 13,1 Prozent für soziale Arbeit verwendet, in der katholischen Kirche zu 16,7 Prozent.
In späteren Jahren wurde der Anteil der Kirchen am Kostenaufwand bei Caritas und Diakonie von verschiedenen Personen auf einer Bandbreite von 1,8 Prozent bis 6 Prozent angegeben. Offizielle Zahlen der Kirchen sind nicht verfügbar.

## Rezeption und Kritik
Der Begriff wurde von Theologen, Soziologen, Politologen, Rechtswissenschaftlern und Journalisten aufgegriffen. Auch in Österreich und der Schweiz wurde unter Verwendung dieses Begriffes ähnliche Kritik an der Finanzierung der dortigen kirchlichen Wohlfahrtsverbände geübt.
Im Jahr 2010 nahm der Politologe Carsten Frerk im Violettbuch Kirchenfinanzen. Wie der Staat die Kirchen finanziert Bezug auf den Begriff und stellte fest, dass das deutsche Sozial- und Gesundheitssystem keineswegs ohne die Kirchen zusammenbrechen würde. Vielmehr seien die Kirchen in den meisten Aktivitäten so sehr von staatlichen Finanzierungen abhängig, dass es diese weitestgehend nicht mehr geben würde, wenn der Staat sie nicht mehr bezahlen oder fördern würde. Wenn der Staat die Finanzierung der kirchlichen Einrichtungen und die Steuerprivilegien aufheben würde und die kirchlichen Einrichtungen selbst übernähme oder an andere Anbieter übergäbe, könnte er ein Plus von 3,2 Milliarden Euro erzielen. In einem Interview mit dem Saarländischen Rundfunk wies er im Jahr 2023 darauf hin, dass Caritas und Diakonie bei einem Umsatzvolumen von rund 50 Milliarden Euro pro Jahr nur zu 2 Prozent von den Kirchen finanziert werden. In Deutschlandfunk Kultur sagte er, dass die Kirche vom Kostenaufwand bei Caritas und Diakonie „lediglich 1,8 Prozent – mehr nicht“ finanziere. Die Kirchen würden hingegen immer wieder den Eindruck verbreiten, als ob sie aus der Kirchensteuer viele ihrer sozialen Einrichtungen selber finanzierten, doch das habe mit der Realität nichts zu tun und sei eine Legende. Auch der Wirtschaftswissenschaftler Dominik Enste vom Institut der Deutschen Wirtschaft (IW) in Köln schätzt, dass die Kirchen bei Caritas und Diakonie lediglich zwischen 2 und 6 Prozent zum Umsatzvolumen beitragen.
Der Rechtswissenschaftler Jörg Scheinfeld vom privaten Institut für Weltanschauungsrecht, einer Einrichtung der Giordano-Bruno-Stiftung, verwendete im Jahr 2022 im Zusammenhang mit einem Gesetzesentwurf zur Ablösung der Staatsleistungen den Begriff der Caritas-Legende und kritisierte, dass „verfassungswidrige Zahlungen an Kirchen“ nicht das Mittel der Wahl sein sollten, wenn der Staat Krankenhäuser, Schulen und Sozialeinrichtungen finanziell stärken wolle. In der FAZ kritisierte 2023 der Wirtschaftsjournalist Rainer Hank, dass immer noch „viele nicht wissen“, dass ein katholischer Kindergarten Mittel vom Staat erhalte. Das Gehalt der Kindergärtnerinnen werde zwar formal von der Kirche bezahlt, die sich dies aber vom Staat zurückhole. Der Sozialstaat gehe nicht unter, sollten die Kirchen untergehen. Der Sozialstaat habe auch kein Finanzierungsproblem. Das fehlende Geld könnte der Staat beispielsweise durch den Abbau von Privilegien einnehmen; die Kirche zahle etwa keine Kapitalertragssteuer auf ihre Vermögensgewinne. Zudem ergäben sich Marktchancen für neue Anbieter, wenn das „kirchliche Sozialkartell“ erodierte, so Hank. Bereits 2013 hatte die ehemalige SPD-Finanzpolitikerin Ingrid Matthäus-Maier im Deutschlandfunk festgestellt, dass es den Kirchen mit der Caritas-Legende gelungen sei, den Eindruck zu erwecken, als würden sie die Kindergärten und die Krankenhäuser finanzieren.
Auf einer Tagung der Konrad-Adenauer-Stiftung, der Katholischen Akademie in Berlin und der Forschungsstelle für Katholisches Kirchenrecht des Erzbistums Berlin im Jahr 2023 bestätigte die Theologin Ursula Nothelle-Wildfeuer, eine Beraterin der Kommission für gesellschaftliche und soziale Fragen der Deutschen Bischofskonferenz, dass es sich „nur um einen prozentualen Anteil im kleinen einstelligen Bereich“ handelt, was nach einem minimalen Posten in der Gesamtrechnung dieser Einrichtungen aussähe. Jedoch stelle dies in der Summe aller Einrichtungen „einen nicht unerheblichen Betrag“ dar. Nothelle-Wildfeuer widersprach der These von der Caritas-Legende und vertrat dagegen die These, dass nicht der Staat die Kirchen unterstütze, sondern die Kirchen den Staat bei der Erfüllung seiner sozialstaatlichen Pflichten. Sofern die Kirche Hilfe und Unterstützung für alle Menschen anbiete, dem Sozialstaatsgebot zur Realisierung verhelfe und transparent darstelle, wie sie ihre Projekte, Einrichtungen und Dienstleistungen finanziere, erzähle sie keine Caritas-Legende.